# متحف سيوة
متحف سيكا بني على طراز (البيت السيوي القديم) ويحتوي على عادات وتقاليد الأهالي ويقع المتحف داخل منزل عم محمد السيوي تقليدي، ويحتوي على بعض المشغولات اليدوية للبيئة السيوية كالسجاجيد والمجوهرات الأواني الفخارية والفضيات والآلات الموسيقية والملابس السيوية المطرزة والبتنجان.
والمتحف مبني بالمواد الأصلية المحلية باستخدام تقنيات البناء التقليدية لأهل سيوة خاصة (الكرشيف) وهو مزيج من الملح الصخري المجفف بالشمس مختلط مع الطين وهذه المادة تحافظ على درجات الحرارة داخل المنازل عند مستويات معتدلة والسقوف مصنوعة من جريد النخل.مما حافظ عليه حتى الآن ومن الجدير بالذكر أصدقائي أن هذا المتحف تم إنشاءة بواسطة رجل كندي أو بمعنى أدق رجل ديبلوماسي كندي قام بالذهاب إلي واحة سيوة في الثمانيات بعد ذلك أعجب بالمدينة بشكل كبير وكان يخشى عليها من التطور الحضاري والتكنولوجي أن يخفي معالمها الأصيلة ولهذا فكر في إنشاء هذا المتحف الأكثر من رائع والذي يحتوي على أثار وتاريخ أهل سيوة بالكامل كما هو موضح بالنقاط السابقة وبالفعل تمكن هذا الرجل من الحصول على تمويل من السفارة الكندية في مصر وقام بإنشاء هذا المتحف هذا بالإضافة إلي أن المبنى الخاص بالمتحف من الخارج يشبة منازل أهل سيوة مما جعله يحصل على الطابع العام للمكان بشكل رائع ، ومن الجدير بالذكر أيضاً أن متحف سيوة تم افتتاحه لأول مرة عام 1990 وبدأ في استقبال الزوار من هذا اليوم وحتى وقتنا هذا